# Давид Димитријевић
Давид Димитријевић (Гњилане, 1874 — Скопље, 23. април 1929) је био просветни радник, национални револуционар и народни посланик. 

## Биографија

### Просветни рад
Рођен је у Гњилану, где је завршио тамошњу основну школу. Као ђака четвртог разреда Призренске богословије у Скопље га је 1891. дозвао тадашњи српски скопски конзул Владимир Карић, јер је постојала хитна потреба за учитељем у новоотвореној школи селу Клиновцу у Прешевској кази, на самој граници Србије и Османског царства. Као способног и храброг учитеља, Димитријевића су скопски конзулат и скопска митрополија слали на најосетљивија месте, где је постојала опасност за српске учитеље од атентата комита ВМРО-а. До 1904. као учитељ радио је у српским школама у Башином селу код Велеса, Злетову и Кривој Паланци.

### Учешће у српској четничкој акцији
Активирање српске четничке акције 1904/1905. налазио се на месту управитеља српских велешких школа. Знатно је утицао на Јована Бабунског, тада велешког учитеља да се одметне у чету. Због одметања Бабунског Димитријевић је био и ухапшен, али је на интервенцију српске дипломатије ослобођен. За време српске четничке акције био је један од најважнијих организационих радника. Од 1906. јавно је био управитељ српских кумановских школа, а тајно председник кумановског одбара српске четничке организације, под шифрованим именом Љуборад. Због рада са четама ухапшен је исте године и осуђен на вечиту робију, али је убрзо помилован на заузимање руске дипломатије. Године 1908. постао је председник Централног одбора српске четничке организације у Скопљу.

### Културно-политички рад
Учествовао је у раду Прве српске конференције Отоманских Срба, августа 1908 у Скопљу, по младотурској револуцији. Још пре конференције изабран је за члана Привременог централног одбора отоманских Срба, односно, српске политичке организације у Османском царству. 
По Младотурској револуцији у Османском царству, основао је 1908. лист Вардар, орган српске националне организације у Османском царству. Давидовић је лист водио до његовог забрањивања од турских власти 1910, када је покренуо лист лист Законитост. Исте године када и Вардар, засновао је и прву српску штампарију и књижару у Скопљу.

## Ратови и ослобођење
Учествовао је у Првом светском рату уз секретара Народне одбране Милана Васића. По ослобођењу живео је у Скопљу као пензионисани учитељ. Изабран је за скопског народног посланика 1925. 